# Ayrton Senna
Ayrton Senna da Silva (São Paulo, Brasil, 21 de març de 1960 - Bolonya, Itàlia, 1 de maig de 1994) va ser un pilot de Fórmula 1 brasiler, tres vegades campió del món (1988, 1990, 1991). Entre 1984 i 1994, va participar en 161 grans premis, amb 41 victòries, 80 podis, 65 pole positions i 19 voltes ràpides. És considerat com un dels millors pilots de la història.

## Carrera esportiva

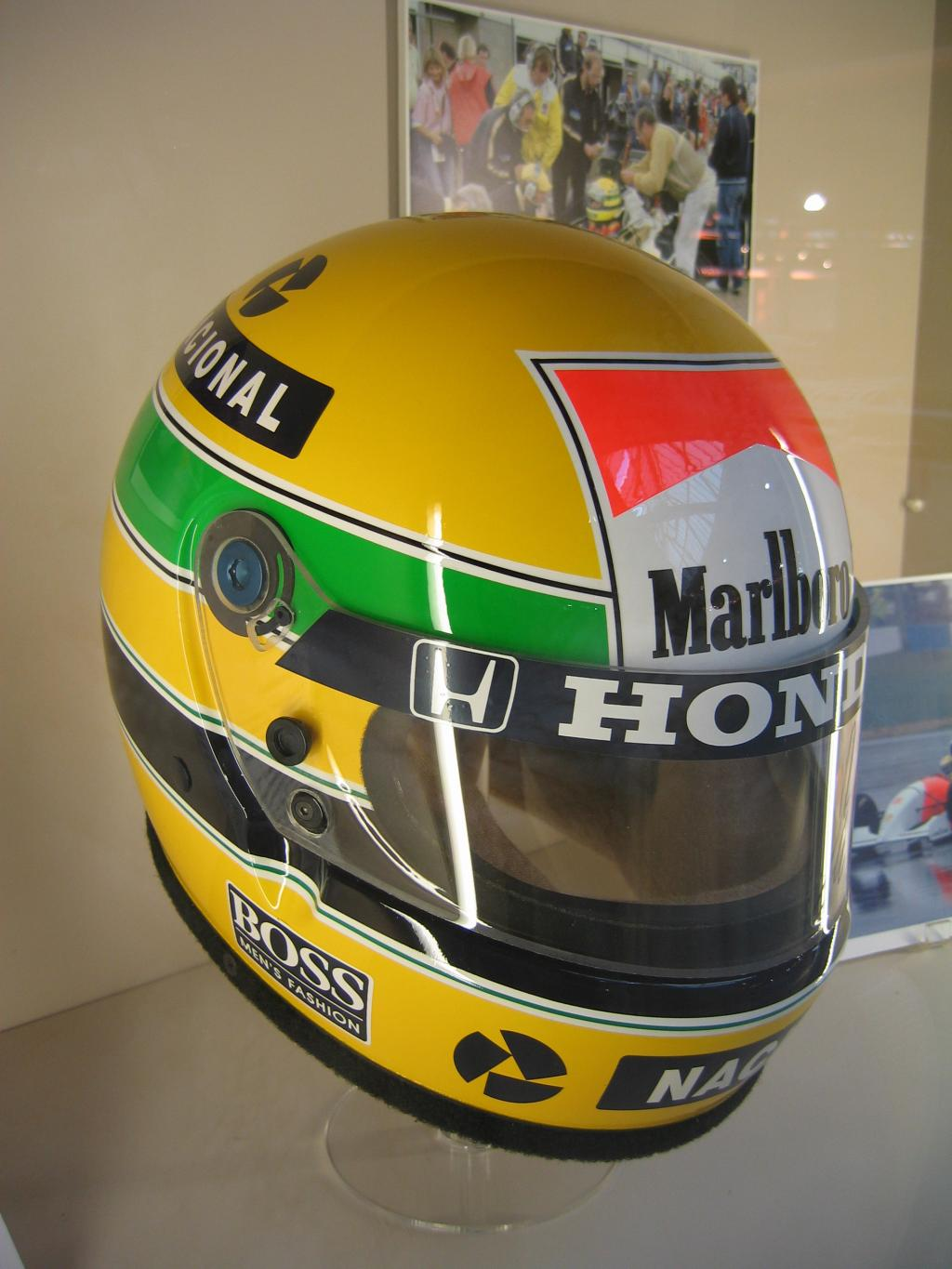
Casc d'Ayrton Senna.

### Joventut
Va començar la seva carrera esportiva en el karting. Va guanyar el campionat paulista el 1974 (categoria júnior) i 1976; el campionat brasiler el 1978, 1979 i 1980, el campionat sud-americà de 1977 i 1980 i va ser subcampió del món els anys 1979 i 1980. Durant la celebració del mundial de 1979, Senna va començar a dur el casc pintat amb els colors que l'acompanyarien en la seva carrera esportiva, creació de Sid Mosca.
A continuació fa el salt a Europa. Venç el campionat de Fórmula Ford 1600 de 1981 (12 victòries en 20 curses) i el campionat de Fórmula Ford 2000 de 1982 (22 de 27). En aquella època, encara era conegut pel cognom patern, Da Silva, però considerant que aquest era massa comú, va decidir començar a utilitzar el matern, Senna. L'any 1983 va guanyar el Campionat Britànic de Formula 3, imposant-se en 13 de les 21 curses, 9 d'elles de manera consecutiva).

### Formula 1

#### 1984: Toleman

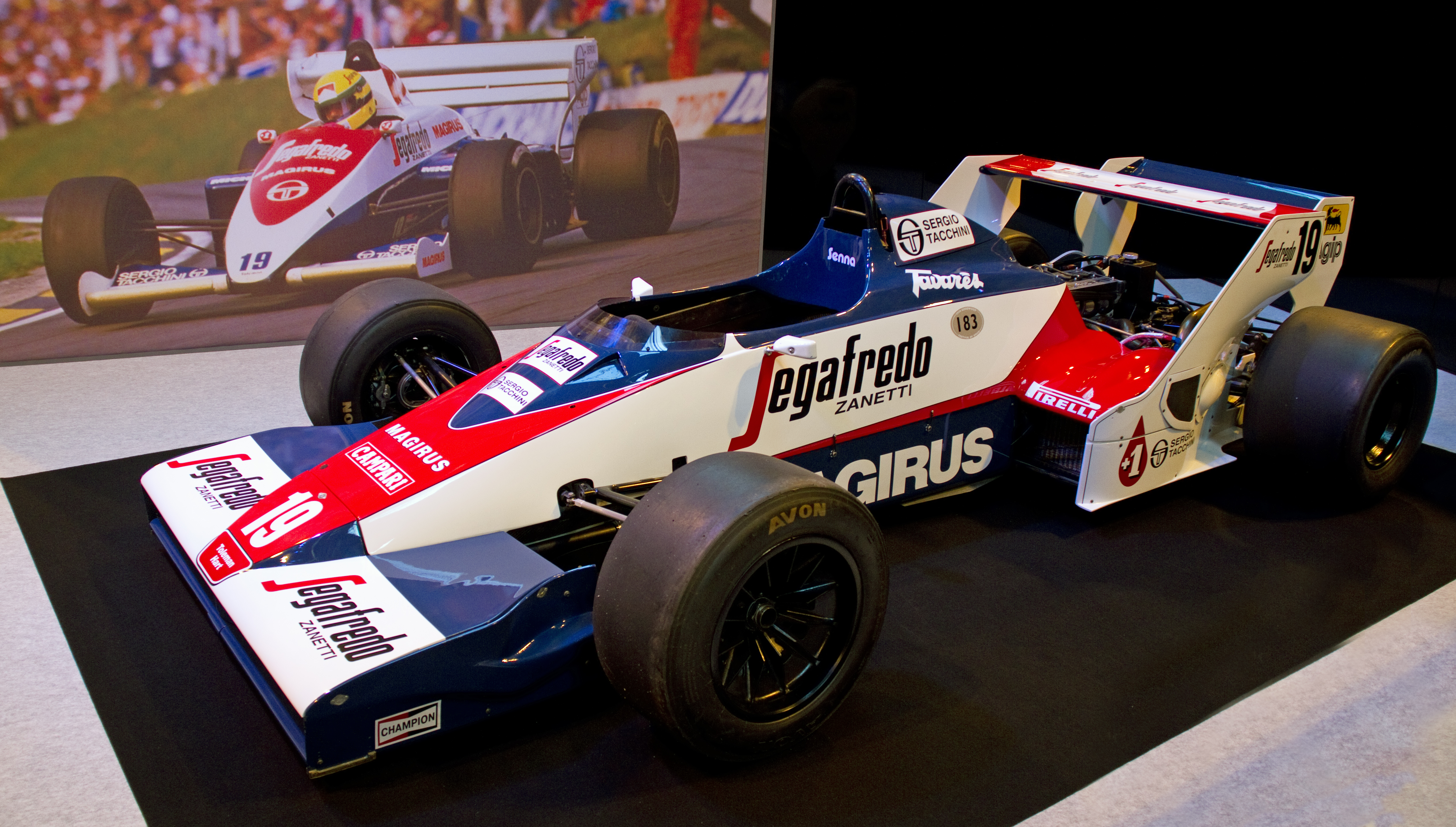
El Toleman de Senna.

Durant aquell any de 1983, va realitzar tests amb escuderies de la Formula 1 com Williams, McLaren, Brabham i Toleman. Malgrat haver quallat grans proves (va batre el rècord de Donington Park amb un Williams i va ser el més ràpid dels tres candidats de McLaren a Silverstone), només Toleman va oferir-li un contracte per la nova temporada.
El debut en la màxima competició es va produir a casa seva, doncs la primera cursa del campionat del 1984 fou el Gran Premi del Brasil, una cursa que no va poder completar. En aquell primer curs, destacà la seva participació en el Gran Premi de Mònaco en condicions de pluja extrema, on arribà segon després del pilot francès Alain Prost. Aquest fet va donar-lo a conèixer internacionalment per les seves habilitats de conducció sota condicions extremes. Va aconseguir dos pòdiums més (tercer lloc a Gran Bretanya i Portugal) i la novena posició final en el campionat, sent considerat el pilot revelació de la temporada. Senna va ser castigat pel seu equip sense córrer a Itàlia per haver estat negociant el traspàs a l'escuderia Lotus per l'any següent.

#### 1985-87: Lotus

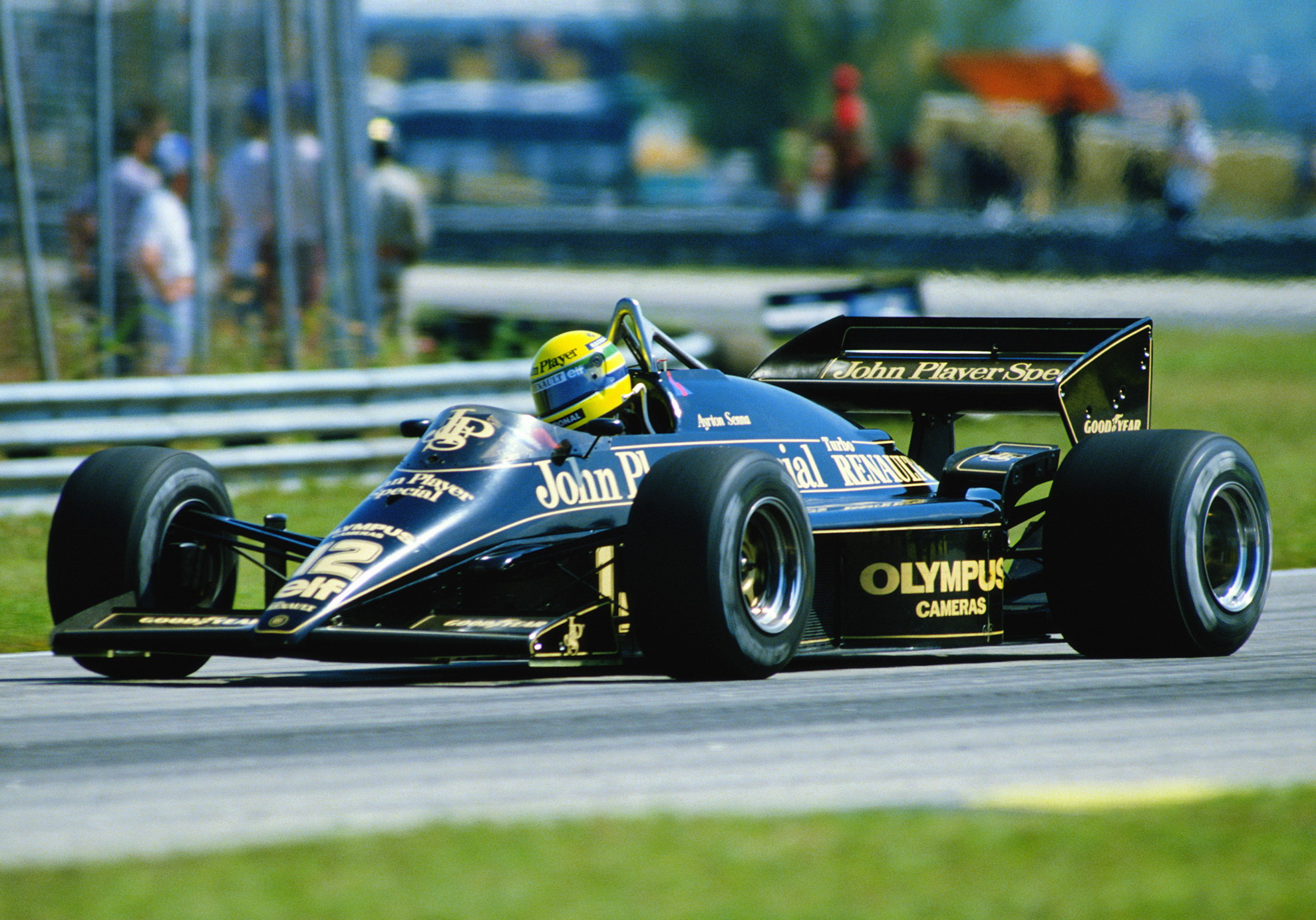
El Lotus de la temporada 1985.

El primer any a Lotus, en la temporada de 1985, el corredor va obtenir una meritòria quarta posició global, amb sis podis (dos triomfs, dues segones posicions i dues terceres), més 7 poles. La primera victòria va arribar al GP d'Estoril. Tant aquesta, com la que va obtenir a Spa, van donar-se sota la pluja, allargant la seva fama de pilot sobre mullat.
La temporada de 1986 va ser bastant similar a l'anterior: va repetir la quarta posició final i els sis podis, aconseguint una pole més.
1987 va arribar amb diversos canvis. Renault, el proveïdor dels motors de l'escuderia Lotus, va deixar la competició, sent reemplaçada a l'equip per Honda. A més, Lotus va signar amb un nou patrocinador principal, la tabaquera Camel, que va suposar una forta injecció de diners pel desenvolupament del monoplaça. Lotus va passar a ser la segona esquadra més potent del campionat, per darrere dels Williams de Piquet i Mansell. El britànic es va lesionar l'esquena en un accident durant la penúltima cursa del campionat, el que va posar el títol en safata a Nelson Piquet. Per la seva part, Senna, qui optava al subcampionat, va ser desqualificat en l'últim gran premi i va terminar la temporada en tercera posició.

#### 1988-93: McLaren

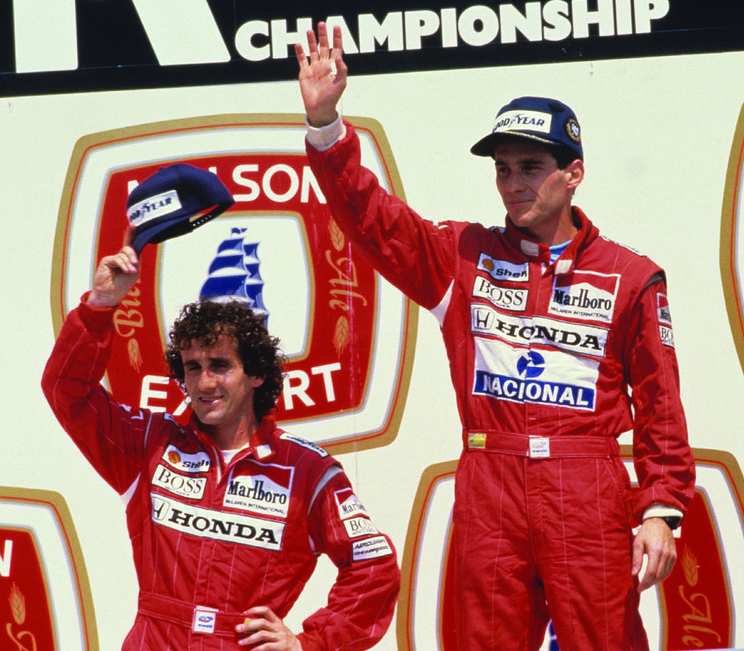
Senna celebra la victòria al Gran Premi del Canadà del 1988, amb Alain Prost com a segon en el podi.

La temporada de 1988 va començar amb la revolució de l'escuderia McLaren. Va fer-se amb els nous motors d'Honda i va incorporar a Ayrton Senna, per acompanyar a Prost. Entre els dos van véncer en 15 de les 16 curses del campionat. El francés va ser més regular durant el curs, acumulant més punts en la temporada que el brasiler (105 a 94). Però, en aquella època, cada pilot comptabilitzava només els punts de les seves onze millors curses, el que va afavorir Senna, qui es va endur el títol per 87 a 90.
El curs 1989 va passar a la posteritat com el de l'esclat de la tensió entre els dos pilots de McLaren. Prost, novament, va ser més fiable durant la temporada i arribava amb avantatge a la penúltima cursa. Senna, obligat a guanyar, va intentar un avançament a la desesperada en una chicane del circuit de Suzuka: Prost no va poder continuar i el brasiler, que va acabar en primera posició, fou posteriorment desqualificat. El clima entre tots dos i, en general, en els bastidors de l'organització del Mundial, va veure's greument afectat. La FIA, comandada pel francès Jean-Marie Balestre, va ser acusada d'afavorir al de Lorette.
En la següent temporada, Prost va sortir de McLaren, protagonitzant un canvi de cromos amb Gerhard Berger, ex de Ferrari. Senna i el francès van tornar a xocar al Japó, un espectacular accident just després de començar la cursa, quan el paulista va envestir per darrera el seu rival mentre intentava avançar-lo en la primera corba de la carrera. Cap dels dos va poder continuar, però aquest cop el beneficiat va ser el brasiler, que anava per davant en el campionat i va acabar guanyant-lo.

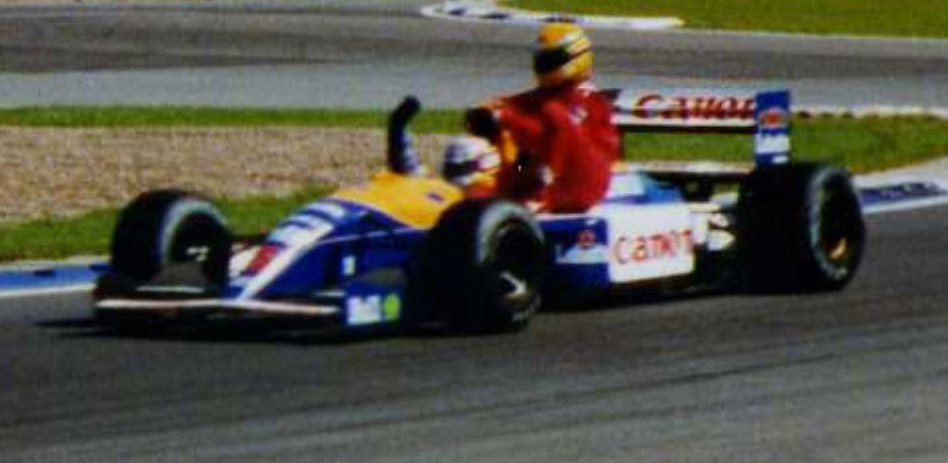
Senna assegut sobre el monoplaça de Nigel Mansell al circuit de Silverstone.

El tricampionat de Senna va arribar l'any 1991. Va ser la victòria més còmoda del brasiler, que es va imposar amb 24 punts de marge sobre el segon classificat. Va guanyar 7 de les 16 carreres, sumant-hi 5 podis més. Una de les imatges icòniques d'aquella temporada es va donar al GP de Gran Bretanya, quan Senna es va quedar sense benzina en l'última volta i va ser recollit pel vencedor, Nigel Mansell, seient sobre del seu Williams.
Les següents dues temporades van venir marcades per la pèrdua progressiva de competitivitat de l'escuderia McLaren. El 1992 el pilot de São Paulo va terminar en una discreta quarta plaça, obtenint només tres victòries, lluny dels registres del 91. D'aquell any es recorda la sessió d'entrenaments del GP de Bèlgica. El francès Érik Comas va estavellar el seu Ligier contra les tanques i va quedar estabornit dintre del cockpit, al mig de la pista. Senna conduïa darrera seu i, en passar per davant de l'accident, va veure que el monoplaça perdia gasolina. Va aturar el McLaren al marge de la pista, va córrer cap a Comas i va apagar el motor del cotxe, avortant el risc d'incendi. A més, va esperar l'arribada dels sanitaris subjectant el cap del pilot francès, per evitar una eventual lesió cervical.
Honda va abandonar la competició el 1992 i McLaren va haver de conformar-se per l'any següent amb els motors Ford, després de fracassar les negociacions mantingudes entre Ron Dennis i Renault. Senna, que també acabava contracte, havia intentat fitxar per Williams, però aquests havien contractat abans l'Alain Prost, qui hauria afegit una clàusula al seu contracte vetant Senna com a company d'equip. Finalment, va acceptar continuar amb l'escuderia britànica signant successius contractes de cursa en cursa. Tot i les baixes prestacions del motor, l'equip va fer una forta inversió en millorar el disseny del vehicle: amortidors, aerodinàmica i desenvolupament tecnològic, el que va permetre al brasiler terminar la temporada com a subcampió, guanyant-ne 5 curses.

#### 1994: Williams

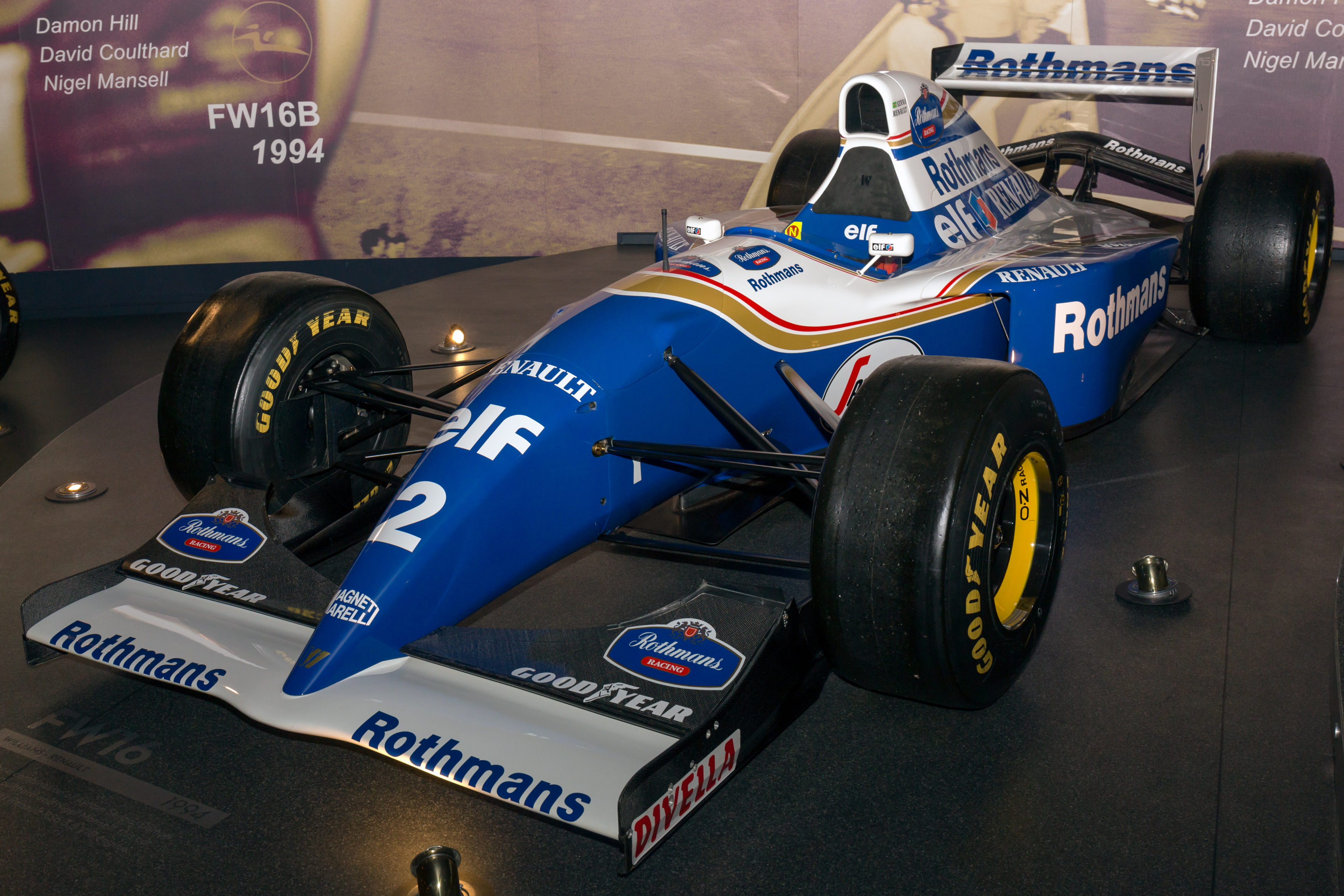
El Williams FW16 que va conduir Senna en la temporada 1994.

Després de la retirada d'Alain Prost, les portes de Wiliams van quedar obertes per a la incorporació de Senna. La pretemporada 1994 va tenir l'al·licient del nou reglament de la competició, que limitava les ajudes electròniques dels bòlids, prioritzant el factor humà en la conducció. L'alemany Michael Schumacher, qui ja despuntava al volant del seu Benetton, va vèncer les dues primeres curses del campionat, mentre que Senna no va poder terminar cap de les dues.

### Mort

#### Accident a Imola
La disputa del Gran Premi de San Marino del 1994, al circuit d'Imola, va ser molt accidentada. Divendres, durant la primera sessió d'entrenaments, Rubens Barrichello va patir un accident a 230 km/h a la variante Bassa, quedant durant sis minuts inconscient i sense respiració.
Dissabte, en la segona sessió de qualificació, el pilot austríac Roland Ratzenberger va estavellar-se frontalment contra el mur de formigó a l'altura de la corba Villeneuve, quan anava a 314 km/h. Ratzenberger va morir pràcticament a l'acte. Les investigacions van apuntar a una falla de l'aleró davanter. Senna, un dels pilots que més havia treballat per incrementar les mesures de seguretat en la competició, va convocar una reunió entre pilots, escuderies i la FIA pel cap de setmana del GP de Mònaco.
El diumenge, 1 de maig, la cursa va començar amb un xoc en la mateixa línia de sortida. El Benetton de J.J. Lehto no va engegar i va ser colpejat per darrera pel Lotus de Pedro Lamy. Peces del carenat i les rodes van sortir disparades cap a les grades, causant 9 ferits lleus.
El safety car va entrar en pista, mantenint-s'hi fins a la sisena volta, mentre netejaven la recta de tribuna. Ayrton Senna havia obtingut la pole i liderava la carrera quan el safety es va retirar. En la setena volta, el mecanisme de direcció del Williams del brasiler va fallar a la corba de Tamburello. Incapaç de fer girar el cotxe, el pilot va centrar-se en reduir la velocitat per mitigar l'impacte. La telemetria va indicar que Senna va aconseguir passar de 300 a 200 km/h en els pocs segons que va tenir abans que el monoplaça topés violentament contra el mur de contenció. La causa de la mort de Senna va ser el trencament d'una peça del braç de la suspensió del seu monoplaça, que va sortir volant i travessà el seu casc, perforant-li el crani.
Ja amb la cursa aturada, l'helicopter medicalitzat va endur-se el pilot a l'Hospital Maggiore de Bolonya, on es va declarar oficialment la seva mort. Després de l'accident, es va saber que Senna portava al cotxe una bandera austríaca, que duia per homenatjar Ratzenberger al final de la cursa.
Al llarg de la seva carrera va aconseguir gairebé tots els rècords que es poden assolir en aquest esport, inclosos el de major nombre de pole positions (65), que fou igualat pel pilot alemany Michael Schumacher, l'11 de març de 2006 al Circuit de Bahrain.

#### Repercussió
Senna era considerat un autèntic heroi nacional, un dels esportistes més estimats de la seva generació. El Govern va decretar tres dies de dol oficial. El fèretre va arribar a l'Aeroport Internacional de Guarulhos i va ser traslladat a l'Assemblea Legislativa Paulista, on s'instal·là la capella ardent. El dia següent, 5 de maig, va ser portat al cementiri de Morumbi, on va rebre sepultura. Es calcula que dos milions de persones van formar part del seguici.
Van sorgir diverses teories sobre la seva mort, més o menys fantasioses: Senna va patir un desmai abans del xoc, va voler suïcidar-se, va ser víctima d'un sabotatge i inclús es va parlar d'un franctirador.
En la següent cursa, a Mònaco, la graella de sortida va tenir dos llocs buits al capdavant, en memòria dels dos pilots morts a Imola.

## Vida personal

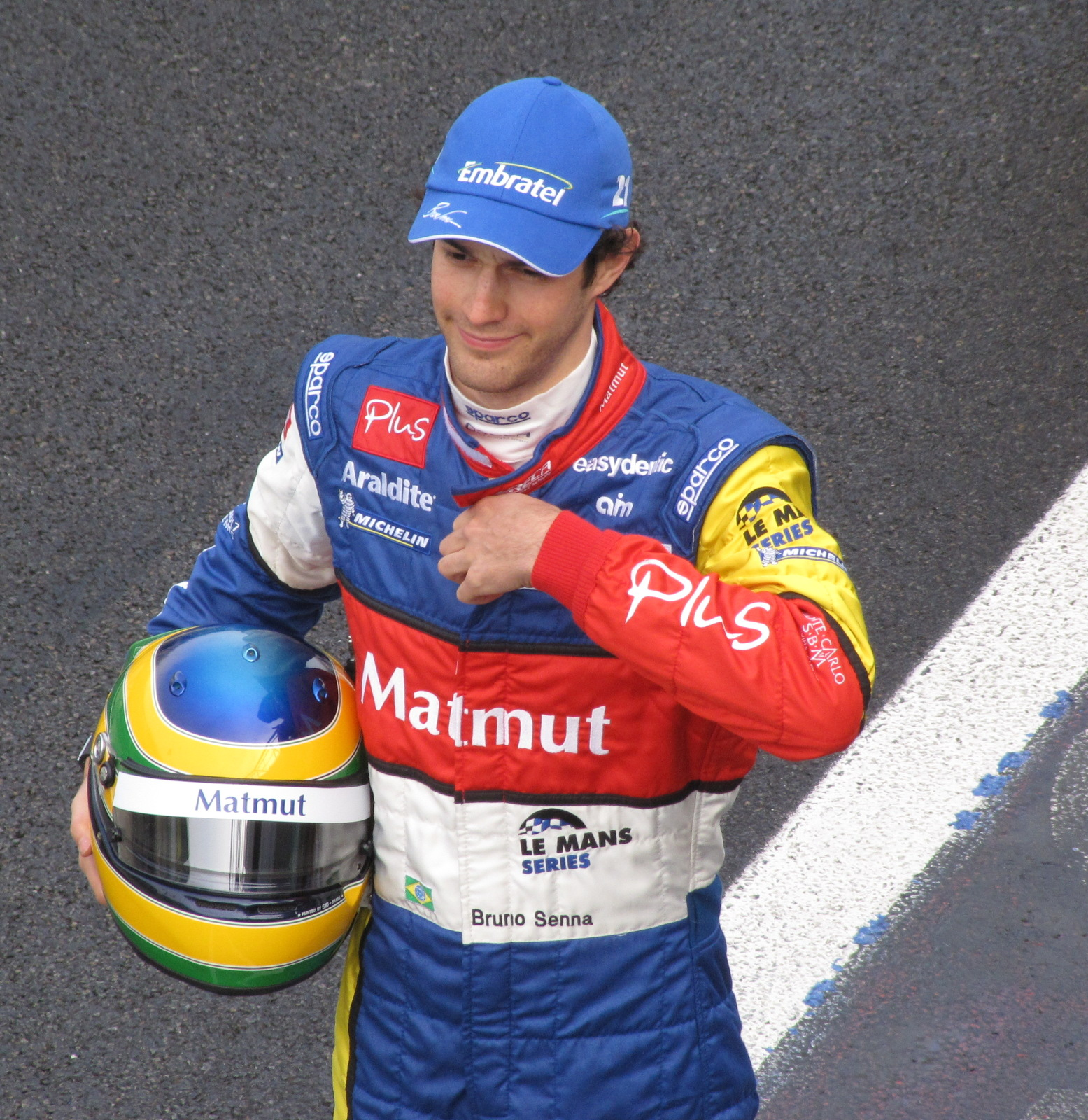
Bruno Senna, 2009.

### Família
Ayrton Senna era fill de Neyde Joanna Senna da Silva i l'empresari Milton Guirado Theodoro da Silva. La mare tenia ascendència italiana, mentre que la seva àvia paterna era d'Almeria. Tenia una germana, Viviane i tres nebots: Bianca, Paula i Bruno Senna, qui més tard seguiria les passes del seu oncle i va convertir-se en pilot de Formula 1.
No va tenir fills. El 1981 va contraure matrimoni amb Lílian de Vasconcellos Souza, divorciant-se dos anys després. Es va relacionar al pilot amb diverses dones, sent una de les més comentades el festeig amb la cantant i presentadora Xuxa Meneghel, entre 1988 i 1990. En el moment de la seva mort, Senna estava sortint amb la també cantant Adriane Galisteu, a qui havia conegut un any abans.

### Llegat i homenatges
Els accidents mortals d'Imola van fer replantejar les mesures de seguretat en els circuits. Molts van redissenyar el traçat i les escapatòries. El circuit d'Interlagos va afegir una nova corba que rebé el nom de la S de Senna.
El 2014, commemorant el vintè aniversari de la seva mort, l'escola de samba Unidos da Tijuca va dedicar al pilot el seu samba-enredo. Titulat Acelera, Tijuca!, va guanyar el concurs del Carnaval de Rio.
Entre les nombroses condecoracions que va rebre, es troben la Gran Creu de l'Orde Nacional del Mèrit, Gran Creu de l'Orde d'Ipiranga i el grau de comanador de l'Orde de Rio Branco. L'any 2023, Senna va ser declarat Patró de l'Esport brasiler.